# Be More Chill
Be More Chill es un musical con música y letras originales creadas por Joe Iconis, y guion de Joe Tracz, basado en una novela de 2004 con el mismo nombre, escrita por Ned Vizzini. Después de una producción regional de teatro en 2015, el musical se estrenó Off-Broadway en 2018. Su producción en Broadway empezó con previsualizaciones en el 13 de febrero de 2019, y fue oficialmente estrenado el 10 de marzo de 2019. La producción en Broadway terminó el 11 de agosto de 2019.

## Producciones

### Producción original de Nueva Jersey
El musical fue estrenado el 30 de mayo de 2015 en el Two River Theater en Red Bank, Nueva Jersey. Fue representado allí hasta el 28 de junio de 2015. La producción era dirigida por Stephen Brackett y contó con orquestaciones realizadas por Charlie Rosen, música y dirección por Nathan Dame y coreografías por Chase Brock. Fue interpretado por Will Connolly haciendo el papel de Jeremy, Eric William Morris como el Squip, George Salazar interpretó Michael, y Stephanie Hsu a Christine, así como Katie Ladner, Lauren Marcus, Jake Boyd, Gerard Canonico, Kaitlyn Carlson, and Paul Whitty. El musical fue comisionado por el Two River Theater en 2011 como parte de su nuevo programa de desarrollo de obras.

### Producción Original Off-Broadway
Be More Chill se interpretó Off-Broadway en el Irene Diamond Stage en Pershing Square Signature Center. Los pre-visionados empezaron el 26 de julio de 2018, y fue oficialmente estrenado el 9 de agosto de 2018. Estaba originalmente programado para terminar las representaciones el 23 de septiembre del mismo año, pero estas fueron extendidas por una semana después de vender todas las entradas y, al final, terminó el 30 de septiembre de 2018. Esta producción fue interpretada por varios miembros del elenco original, incluyendo a Hsu, Salazar, Canonico, Carlson, y Marcus representando sus papeles respectivos. En los nuevos miembros del elenco estaban incluidos Will Roland como Jeremy, Jason Tam en el papel del Squip, Britton Smith interpretando a Jake, Tiffany Mann a Jenna, y Jason "Sweettooth" Williams como Mr. Heere. La producción añadió también a Emily Marshall como su directora de música.

### Producción original de Broadway
En el 5 de septiembre de 2018 su producción en Broadway fue anunciada. Los pre-visionados fueron interpretados en el Lyceum Theatre (Broadway) a partir del 13 de febrero del 2019 y el espectáculo empezó a interpretarse oficialmente en Broadway el 10 de marzo del mismo año.
En diciembre de 2018 fue anunciado que todo el elenco anterior a Broadway actuaría en sus respectivos papeles de nuevo para la producción allí. Los suplentes y las portadas de la producción de Broadway incluyeron a Cameron Bond, Anthony Chatmon II, Morgan Siobhan Green, Troy Iwata, Talia Suskauer y Joel Waggoner. La producción anunció su cierre el 20 de junio de 2019 y lo hizo el 11 de agosto de 2019 habiendo interpretado 30 pre-visionados y 177 actuaciones.

## Sinopsis

### Primer Acto
Jeremy Heere, un estudiante de instituto es un marginado. Vive con su recientemente divorciado padre, que trabaja desde casa, y pone a Jeremy incómodo al negarse a llevar pantalones en casa. En el instituto Jeremy es acosado por el estudiante popular Rich Goranski, quien escribe "boyf" en su mochila. El mejor amigo de Jeremy, Michael Mell, (en cuya mochila Rich había escrito "riends" formando la palabra “boyfriends”, es decir, novios, cuando se junta con la de Jeremy) intenta animar a Jeremy diciéndole que ser un perdedor está bien. Jeremy ve a la chica que le gusta desde hace tiempo, Christine Canigula, apuntándose a la obra de teatro organizada por el instituto y él decide apuntarse también en un intento de acercarse a ella. Jeremy se pregunta por qué él tiene que ser un marginado y si alguien podría ayudarle a “más que sobrevivir” (“More Than Survive”). 
Mientras esperan a que empiece el primer ensayo, Christine profesa  su amor por el teatro a Jeremy, explicando que le gusta poder actuar como diferentes personajes, siempre sabiendo lo que decir y lo que hacer (“I Love Play Rehearsal”) Cuando se unen más personajes a la obra, su profesor, Mr. Reyes, revela (para el horror de Christine) que representarán la obra “El sueño de una noche de verano” ambientado en un futuro posapocalíptico, renombrado “La pesadilla de una noche de Verano” (sobre zombis). Durante el ensayo, Jake Dilinger, uno de los chicos más populares y amigo de Rich, intenta ligar con Christine, poniendo celoso a Jeremy. ("More Than Survive (Reprise 1)"). 
Después del ensayo Jeremy habla con Rich en el baño, el cual le cuenta cómo consiguió ser popular: cuando era un novato poco popular tomó una píldora llamada “super quantum unit Intel processor”, abreviado, “SQUIP”, que contiene un pequeño ordenador que se implanta un el cerebro del usuario y le dice lo que decir y hacer. ("It's from Japan"). Rich le sugiere a Jeremy que le compre una para que consiga volverse más popular ("The Squip Song").
Mientras juega videojuegos con Michael después del instituto, Jeremy le habla sobre la oferta de Rich, aunque Michael está seguro de que Jeremy está siendo timado. Después de una incómoda conversación con su padre Jeremy decide probar el SQUIP. Jeremy tranquiliza a Michael, diciéndole que, no importa lo que pase, siempre serán un equipo. ("Two Player Game"). Los dos van al centro comercial para comprar el SQUIP. Jeremy se toma el SQUIP como le habían indicado, tragando la pastilla con Mountain Dew verde. Cuando el SQUIP se activa hace que Jeremy tenga una combulsión en frente de Christine y Jake ("The SQUIP Enters"). El SQUIP (con la apariencia de Keanu Reeves), critica la apariencia, la personalidad, y el comportamiento de Jeremy, diciéndole que todo respecto a él está mal. ("Be More Chill Pt. 1"). El SQUIP le ordena que se compre una camiseta de Eminem. En la tienda Jeremy se encuentra con dos de las chicas populares del instituto, Brooke Lohst y Chloe Valentine. El SQUIP ayuda a Jeremy a inventarse una historia para que las dos chicas empaticen con él. Ellas le ofrecen a llevarle a casa ("Do You Wanna Ride?") y el SQUIP le intenta obligar a aceptar la propuesta de las chicas, pero Jeremy la rechaza, alegando que ha quedado con su amigo. Las chicas se van y el SQUIP miente a Jeremy, informándole de que Michael ya se ha ido del centro comercial. El SQUIP le convence de que, para mejorar su estatus social, debe obedecer todo lo que él le diga. ("Be More Chill Pt. 2").
Al día siguiente Jeremy va de camino al instituto con una renovada confianza, preguntándose si será menos invisible que antes. El SQUIP consigue adentrarse en el subconsciente de los compañeros de Jeremy para que este pudiera saber todos sus miedos e inseguridades. ("Sync Up"). Jeremy ve a Rich, que al principio está enfadado porque Jeremy no le compró a él el SQUIP, pero este se sincroniza con el SQUIP de Rich y les hace amigos. Gracias a esto, Jeremy, se pone en dirección al ensayo con mucha confianza en sí mismo ("More Than Survive (Reprise)”. Christine le habla a Jeremy sobre los sentimientos que tiene hacia un chico que conoce. Al principio Jeremy piensa que es él, pero al final se revela que se trata de Jake ("A Guy That I'd Kinda Be Into"). 
El SQUIP le informa a Jeremy de que Christine no saldrá con él a menos de que su posición social mejore drásticamente. Anima a Jeremy a que utilice a Brooke (la cual estaba empezando a estar interesada en él) para ganar popularidad. Jeremy queda con ella mientras que Jake invita a Christine a su casa. ("Upgrade"). Abrumado, Jeremy le pide al SQUIP que desaparezca durante unos minutos. Cuando este desaparece Jeremy ve a Michael a su lado, muy preocupado, diciéndole que le ha estado ignorando, pero Jeremy asegura que simplemente no le ha visto en todo el día. El SQUIP le explica que ha estado bloqueando su nervio óptico, para que no pudiese ver a Michael, todo esto para que se produjera una mejora en él y poder ser popular. Jeremy decide que está harto de ser un perdedor y activa ese bloqueo que había implantado el SQUIP, dejándolo solo con él. ("Loser Geek Whatever").

### Segundo Acto
En Halloween, Jake organiza una gran fiesta en su casa ("Halloween"). Christine llega a la fiesta con un traje de princesa algo revelador, intentando impresionar a Jake, pero este está bastante ebrio, y la ignora para seguir con la fiesta. Jeremy llega tarde y queda con Brooke, pero, cuando esta se va a por una bebida, Chloe, que está celosa de ella, se lleva a Jeremy a la planta de arriba e intenta seducirle. Jeremy está incómodo e intenta escaparse de esa situación, ya que no quiere decepcionar a Brooke ("Do You Wanna Hang?"). Chloe también consigue que Jeremy beba alcohol, haciendo que el SQUIP deje de funcionar correctamente y ella consiga su objetivo. Al final Jake y Brooke se enteran, rompiendo el corazón de ella. 
Escapando de Jake y de las chicas Jeremy va al baño, donde se encuentra con Michael, quien se ha colado en la fiesta. Michael intenta advertirle de los peligros del SQUIP, explicando que una persona terminó en un hospital psiquiátrico después de que se volviera loco intentando sacárselo de la cabeza. Jeremy acusa a Michael de estar celoso de su popularidad y le llama perdedor. Michael, devastado y enfadado, se encierra en el baño, donde tiene un ataque de ansiedad, mientras llora la pérdida de su mejor y único amigo ("Michael in the Bathroom"). Jeremy se encuentra con Christine y este le pide salir en un repentino estallido de confianza ("A Guy That I'd Kinda Be Into (Reprise)". Christine, que se encuentra en una crisis existencial, le rechaza y sale corriendo de la fiesta. 
Mientras, Rich, recorre toda la fiesta, preguntando a la gente si tiene Montain Dew Rojo. El SQUIP de Jeremy se reactiva y, a la vista de los eventos, le incita a que se vaya inmediatamente de la fiesta. Se ve a Rich, solo y desesperado, hablando con una calabaza de Halloween. A la mañana siguiente, Jenna Rolan, informa a todo el mundo mediante las redes sociales de que Rich incendió la casa de Jake al final de la fiesta, haciendo que Rich terminase en el hospital y Jake con ambas piernas rotas al intentar escapar del fuego saltando por la ventana. ("The Smartphone Hour (Rich Set a Fire)").
En casa Jeremy tiene una confrontación con su padre, que le reprocha su nueva personalidad y cambio de actitud. Jeremy le echa en cara a su padre su comportamiento desde el divorcio, llamándole también un perdedor. Afectado por las palabras de Jeremy, Mr. Heere, se da cuenta de que hay algo que está mal y de que tiene que ocuparse de ello. Busca a Michael, quien ha estado fumando drogas desde el trauma que le supuso los acontecimientos de la fiesta, y le pide que no se dé por vencido con su amigo y que le ayude a que vuelva a ser como antes. Michael acepta, con la condición de que él se ponga unos pantalones, y que se convierta en un mejor padre también ("The Pants Song").
Mientras ensayan la obra de teatro Jeremy habla con Christine, la cual está muy afectada por el incendio de la casa de Jake. Jeremy no está feliz con la manera en la que han ocurrido las cosas y le echa la culpa al SQUIP por esto. El SQUIP en cambio echa la culpa al “error humano” y le dice a Jeremy que él puede mejorar las vidas del resto de estudiantes, y con el tiempo la del mundo entero, si les da un SQUIP a todos. El SQUIP hace que Jeremy abra la taquilla de Rich, donde se encuentra una caja llena con suficientes SQUIP para todo el instituto.  Jeremy entonces, convencido por las palabras del SQUIP, echa todos ellos en una jarra llena de Mountain Dew ("The Pitiful Children").  
Durante la representación de la obra, fuera del escenario, Christine confronta a Jeremy por su uso del SQUIP, haciendo que él dude del plan. El SQUIP siente la duda de Jeremy y hace que Mr. Reyes les dé la jarra de Mountain Dew con los SQUIP a los estudiantes durante la representación. El SQUIP revela que su verdadera intención es la de sincronizar las mentes de todo el instituto, en un esfuerzo de hacer feliz al mundo entero. Jeremy, al enterarse, quiere desactivarlo, y se da cuenta de una cosa: el Mountain Dew verde activa el SQUIP, mientras que el Mountain Dew rojo lo desactiva. Michael reaparece desde la audiencia con una botella de Mountain Dew rojo y se lo da a Jeremy después de hacer que este se disculpara por su comportamiento. Pero, en ese momento, Jake (el cual tiene un SQUIP), le quita la botella y derrama la mayoría del contenido. Jeremy y Michael pelean contra los estudiantes controlados para recuperar la botella, hasta que el SQUIP de Jeremy revela que Christine también está siendo controlada y, bajo su influencia, ella declara su amor por Jeremy. Jeremy, aun así, se da cuenta de que esto no es lo que quiere y, momentáneamente se libera del SQUIP, y consigue que Christine beba lo que queda del Mountain Dew rojo: esto causa una reacción en cadena que destruye el resto de SQUIP, también el de Jeremy ("The Play").
Jeremy se despierta en el hospital, compartiendo habitación con Rich, el cual, orgulloso, le informa de que es bisexual y que está preparado para ser quien realmente es. Michael visita a Jeremy y los dos amigos se reconcilian. Mr. Heere (ahora con pantalones) visita también a Jeremy, y le dice que a partir de ahora será un mejor padre. Rodeado por su familia y amigos, Jeremy por fin se da cuenta de que siempre habrá influencias externas, pero que tiene que aprender a tomar sus propias decisiones en vez de simplemente rendirse. Con esto en mente le pregunta de nuevo a Christine si quiere salir con él, y esta vez ella acepta. El SQUIP de a entender que sigue vivo, débilmente rondando a Jeremy desde el interior de su cabeza, pero Jeremy le ignora, proclamando felizmente que “de las voces de mi cabeza, la más ruidosa es la mía” ("Voices in My Head").

## Números musicales
Acto I
- "Jeremy's Theme"
- "More Than Survive"
- "I Love Play Rehearsal”
- “More Than Survive (Reprise)”
- "The SQUIP Song"
- "Two-Player Game"
- "The Squip Enters”
- "Be More Chill Pt. 1”
- "Do You Wanna Ride?"
- "Be More Chill Pt. 2"
- "Sync Up"
- "More Than Survive (Reprise)"
- "A Guy That I'd Kinda Be Into"
- "The SQUIP Lurks”
- "Upgrade”
- "Loser Geek Whatever"

Acto II
- "Halloween"
- "Do You Wanna Hang?"
- "Michael in the Bathroom"
- “A Guy That I’d Kinda Be Into (Reprise)”
- "The Smartphone Hour”
- "The Pants Song"
- "The Pitiful Children"
- "The Play"
- "Voices in My Head"

## Papeles y elenco original

### Producción original
Fuente:
| Personaje                              | Premier mundial (2015) | Elenco de Workshop (2016) | Off-Broadway (2018)         | Broadway (2019)             |
| -------------------------------------- | ---------------------- | ------------------------- | --------------------------- | --------------------------- |
| Jeremy Heere                           | Will Connolly          | Will Connolly             | Will Roland                 | Will Roland                 |
| Michael Mell                           | George Salazar         | George Salazar            | George Salazar              | George Salazar              |
| Christine Canigula                     | Stephanie Hsu          | Stephanie Hsu             | Stephanie Hsu               | Stephanie Hsu               |
| SQUIP                                  | Eric William Morris    | Eric William Morris       | Jason Tam                   | Jason Tam                   |
| Chloe Valentine                        | Katlyn Carlson         | Katlyn Carlson            | Katlyn Carlson              | Katlyn Carlson              |
| Brooke Lohst                           | Lauren Marcus          | Lauren Marcus             | Lauren Marcus               | Lauren Marcus               |
| Rich Goranski                          | Gerard Canonico        | Gerard Canonico           | Gerard Canonico             | Gerard Canonico             |
| Jenna Rolan                            | Katie Ladner           | Katie Ladner              | Tiffany Mann                | Tiffany Mann                |
| Jake Dillinger                         | Jake Boyd              | Heath Saunders            | Britton Smith               | Britton Smith               |
| Mr. Heere / Mr. Reyes / Scary Stockboy | Paul Whitty            | Paul Whitty               | Jason "SweetTooth" Williams | Jason "SweetTooth" Williams |

## Grabación
El elenco de la premier mundial grabó un álbum del elenco original el 21 de julio de 2015 y fue publicado el 31 de octubre de 2015. Desde entonces el álbum se ha reproducido alrededor de 350 millones de veces en línea. Este fue publicado en vinilo por Ghostlight Records en julio de 2018. La grabación de la canción "Loser Geek Whatever" fue publicada como un sencillo el 29 de noviembre de 2018. Un álbum del elenco original de Broadway fue grabado en marzo de 2019 y publicado el 3 de mayo de 2019.

## Premios

### Producción original Off-Broadway
| Año                   | Premios                    | Categoría       | Nominado |
| --------------------- | -------------------------- | --------------- | -------- |
| 2019                  |                            |                 |          |
| Lucille Lortel Awards | Mejor diseño de proyección | Alex Basco Koch |          |
| Lucille Lortel Awards | Mejor actriz en un musical | Stephanie Hsu   |          |
| Lucille Lortel Awards | Mejor actor en un musical  | George Salazar  |          |
| Lucille Lortel Awards | Mejor musical              |                 |          |

### Producción original de Broadway
| Año  | Premios                                         | Categoría                               | Nominado                        |
| ---- | ----------------------------------------------- | --------------------------------------- | ------------------------------- |
| 2019 | Premios Tony                                    | Mejor banda sonora                      | Joe Iconis                      |
| 2019 | Drama Desk Awards                               | Mejor musical                           | Mejor musical                   |
| 2019 | Drama Desk Awards                               | Mejor actor secundario en un musical    | George Salazar                  |
| 2019 | Drama Desk Awards                               | Mejor actriz secundaria en un musical   | Stephanie Hsu                   |
| 2019 | Drama Desk Awards                               | Mejor música                            | Joe Iconis                      |
| 2019 | Drama Desk Awards                               | Mejores letras Nominado                 | Joe Iconis                      |
| 2019 | Drama Desk Awards                               | Mejor orquestación                      | Charlie Rosen                   |
| 2019 | Drama Desk Awards                               | Mejor diseño de vestuario en un musical | Bobby Frederick Tilly II        |
| 2019 | Drama Desk Awards                               | Mejor diseño de proyección              | Alex Basco Koch                 |
| 2019 | Outer Critics Circle Awards                     | Mejor nuevo musical de Broadway         | Mejor nuevo musical de Broadway |
| 2019 | Outer Critics Circle Awards                     | Mejor nueva banda sonora                | Joe Iconis                      |
| 2019 | Outer Critics Circle Awards                     | Mejor actor secundario en un musical    | George Salazar                  |
| 2019 | Outer Critics Circle Awards                     | Mejor diseño de proyección              | Alex Basco Koch                 |
| 2019 | Broadway.com Audience Awards                    | Nuevo musical favorito                  | Nuevo musical favorito          |
| 2019 | Broadway.com Audience Awards                    | Actor principal favorito en un musical  | Will Roland                     |
| 2019 | Broadway.com Audience Awards                    | Mejor actor secundario en un musical    | George Salazar                  |
| 2019 | Broadway.com Audience Awards                    | Mejor actor secundario en un musical    | Jason Tam                       |
| 2019 | Broadway.com Audience Awards                    | Mejor actor secundario en un musical    | Gerard Canonico                 |
| 2019 | Broadway.com Audience Awards                    | Mejor actriz en un musical              | Stephanie Hsu                   |
| 2019 | Broadway.com Audience Awards                    | Actuación divertida favorita Ganador    | Stephanie Hsu                   |
| 2019 | Broadway.com Audience Awards                    | Pareja favorita en el escenario         | Will Roland and George Salazar  |
| 2019 | Broadway.com Audience Awards                    | Pareja favorita en el escenario         | Stephanie Hsu and Will Roland   |
| 2019 | Broadway.com Audience Awards                    | Canción nueva favorita                  | "I Love Play Rehearsal"         |
| 2019 | Broadway.com Audience Awards                    | Canción nueva favorita                  | "Loser Geek Whatever"           |
| 2019 | Broadway.com Audience Awards                    | Canción nueva favorita                  | "Michael in the Bathroom"       |
| 2019 | Theatre Fan's Choice Awards                     |                                         |                                 |
| 2019 | Mejor musical Nominado                          |                                         |                                 |
| 2019 | Mejor actor principal en un musical             | Will Roland                             |                                 |
| 2019 | Mejor actor secundario en un musical            | George Salazar                          |                                 |
| 2019 | Mejor actriz secundaria en un musical           | Stephanie Hsu                           |                                 |
| 2019 | Mejor guion de un musical                       | Joe Tracz                               |                                 |
| 2019 | Mejor banda sonora                              | Joe Iconis                              |                                 |
| 2019 | Mejor dirección de un musical                   | Stephen Brackett                        |                                 |
| 2019 | Mejores coreografías                            | Chase Brock                             |                                 |
| 2019 | Mejor diseño de vestuario                       | Bobby Frederick Tille II                |                                 |
| 2019 | Mejor iluminación                               | Tyler Micoleau                          |                                 |
| 2019 | Mejor orquestación                              | Charlie Rosen                           |                                 |
| 2019 | Mejor diseño escénico                           | Beowulf Boritt                          |                                 |
| 2019 | Mejor diseño sonoro de un musical               | Ryan Rumery                             |                                 |
| 2019 | Mejor conjunto musical del Backbone de Broadway |                                         |                                 |

## Adaptación cinematográfica
En octubre de 2018, cuatro meses antes de que el show se inaugurase en Broadway, fue anunciado que 21 Laps Entertainment y Berlanti Productions producirían una adaptación al cine del musical.